# Гільйом I де Беллем
Гильом I Беллем (фр. Guillaume Ier de Bellême; 960—1028) — сеньйор Беллема та Алансона. Член дому Беллем.

## Біографія

### Правління
Гільйом був старшим сином Іва де Беллема і його дружини Годхут. Батьком Іва Беллема, можливо, був Ів де Крей (regis balistarius у дворі Людовика IV, що, можливо, означає посаду начальника облогового озброєння). Центром їх володінь був замок Беллем, побудований недалеко від колишньої темниці Беллем на території Менського графства. За згодою герцога Нормандії Річарда I Гільйом побудував ще два замки — по одному в Алансоні та Домфроні. Однак в статуті абатства Лонле на землі Neustria Pia він описував себе як принцепс Гільом і provinciae principatum gerens. Це означає, що він вважав себе незалежним сеньйором або ж принцом своїх земель.
Вперше ж в документах Гільйом згадується в 1000 році королівським маршалом, коли він супроводжував короля в Тулузу. Наступна згадка про нього відноситься до 1005 року, коли він успадкував володіння свого батька.
Його брат Авігод, єпископ Ле-Мана, перебував у постійній ворожнечі з графом Мена Гербертом I. У 1020 році Авігод сховався в замку Беллем, що належав Гільйому, так як був вигнаний зі своїх земель Гербертом, за що Авігод наклав інтердикт на землі графа та відлучив його від церкви. Гільйом разом із братом вирішив атакувати графа, що оборонявся в замку Баллон, проте бій складався не на їхню користь до прибуття васала Гільома Жиро, війська якого призвели до втечі військ графа. Згодом Гільйом представив Жиро герцогу Річарду, який нагородив його земельним наділом в Хатоні.
У 1027 році Гільйом повстав проти нового герцога Роберта Диявола, проте зазнав поразки, але був помилуваний. Пізніше один із синів Гільома, Фульк Беллем, загинув у невдалій битві при Блавоні проти нормандців.

### Спадок
Так як його сини Фульк і Уерін (пом. у 1026) померли ще до смерті батька, спадкоємцем став інший його син, Роберт. Однак пізніше Роберт Беллем помер у в'язниці, залишивши титул сеньйора Беллема четвертому синові Гільома і своєму братові Іву, який незабаром став також єпископом Сі. П'ятий син, Гільйом Талвас, керував землями Беллемів на правах намісника свого брата, єпископа Сі Іва Беллема до самої смерті останнього, після чого вступив у спадок як сеньйор Беллема, Алансона та Домфрона. Шостий син, Бенуа Беллем, став ченцем в абатстві Фльорі.